# Ligne T du métro de New York
Pour les articles homonymes, voir Ligne T.

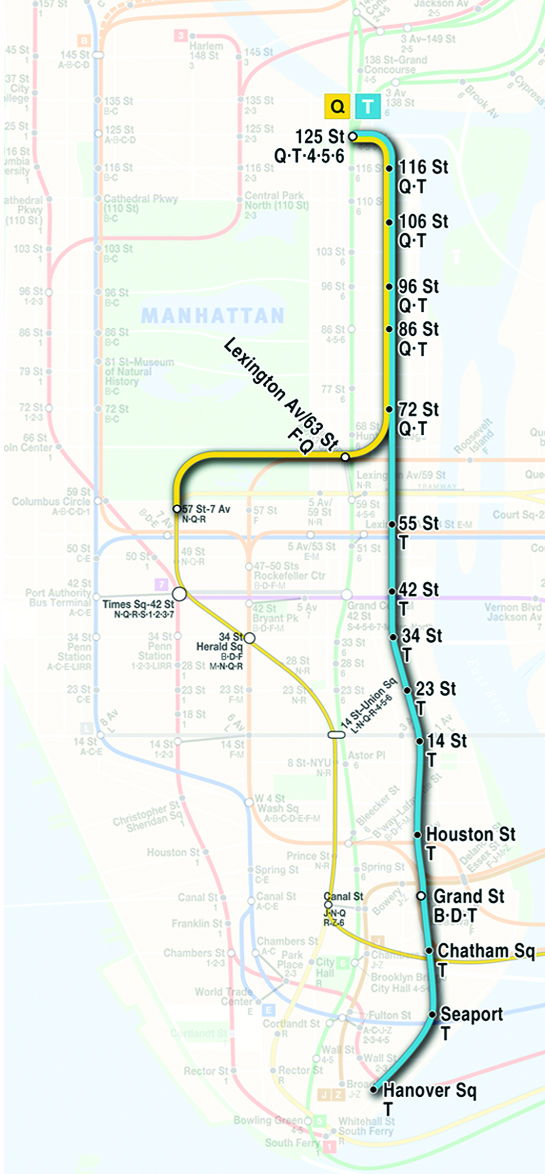
Plan des lignes Q & T.

Le Second Avenue Subway (ou plus simplement ligne T) est une ligne du métro de New York, en cours de construction, et qui fera partie de la future Second Avenue Line. Elle permettra notamment de réduire les problèmes de circulation des lignes 4, 5 et 6, qui sont les seules à desservir l'Upper East Side, le Nord de Manhattan. Le projet de la Second Avenue Line englobe ainsi à la fois la création d'une nouvelle ligne, la ligne T et l'extension de la ligne Q déjà existante jusqu'à Harlem au nord de Manhattan. Ce projet porte ce nom parce que les futures Q et T devraient passer sous la Deuxième Avenue.
Cette ligne est attendue depuis de très nombreuses années, le projet originel datant de 1920. Les travaux commencés dans les années 1970 furent interrompus lors de la crise économique. Les travaux, qui ont repris en 2007 afin de prolonger le terminus de la ligne Q jusqu'à la 125e rue à Harlem se terminent en 2016 et le prolongement ouvre en 2017. La deuxième phase commence alors pour percer le tunnel sous la Deuxième Avenue de la 59e rue jusqu'à la pointe sud de Manhattan et devrait s'achever en 2022, soit 102 ans après les premiers plans de construction.
Cette ligne ne desservira que l'arrondissement de Manhattan.

## Gestion de la pollution sonore
La gestion de la pollution sonore constitue l'un des enjeux de la construction de la future Ligne T du métro de New York qui devrait ouvrir en 2016. Les ingénieurs responsables du projet ont ainsi décidé d'utiliser des « voies à faibles vibrations », permettant de réduire la portée et l'ampleur des vibrations. Cependant, l’utilisation de cette technique a un coût élevé : sur la seule section de la future ligne située entre la 63e et la 96e rue, le MTA devra ainsi débourser environ 25 millions de dollars. Dans le rapport environnemental lié au projet de la ligne T, le MTA s'est ainsi engagée à limiter au maximum l'impact de la nouvelle ligne sur les riverains et sur les personnes travaillant dans la rue.